# Gare d'Anaheim
La gare d'Anaheim (ou Anaheim Regional Transportation Intermodal Center, d'où l'acronyme ARTIC) est une gare ferroviaire des États-Unis située à Anaheim en Californie. Elle est desservie par Amtrak et Metrolink. C'est une gare avec personnel.

## Histoire
Elle est mise en service en 2014.

## Service des voyageurs

### Desserte
- Lignes d'Amtrak[1] :
  - Le Pacific Surfliner: San Diego - San Luis Obispo
- Metrolink
  - Orange County Line

## Galerie

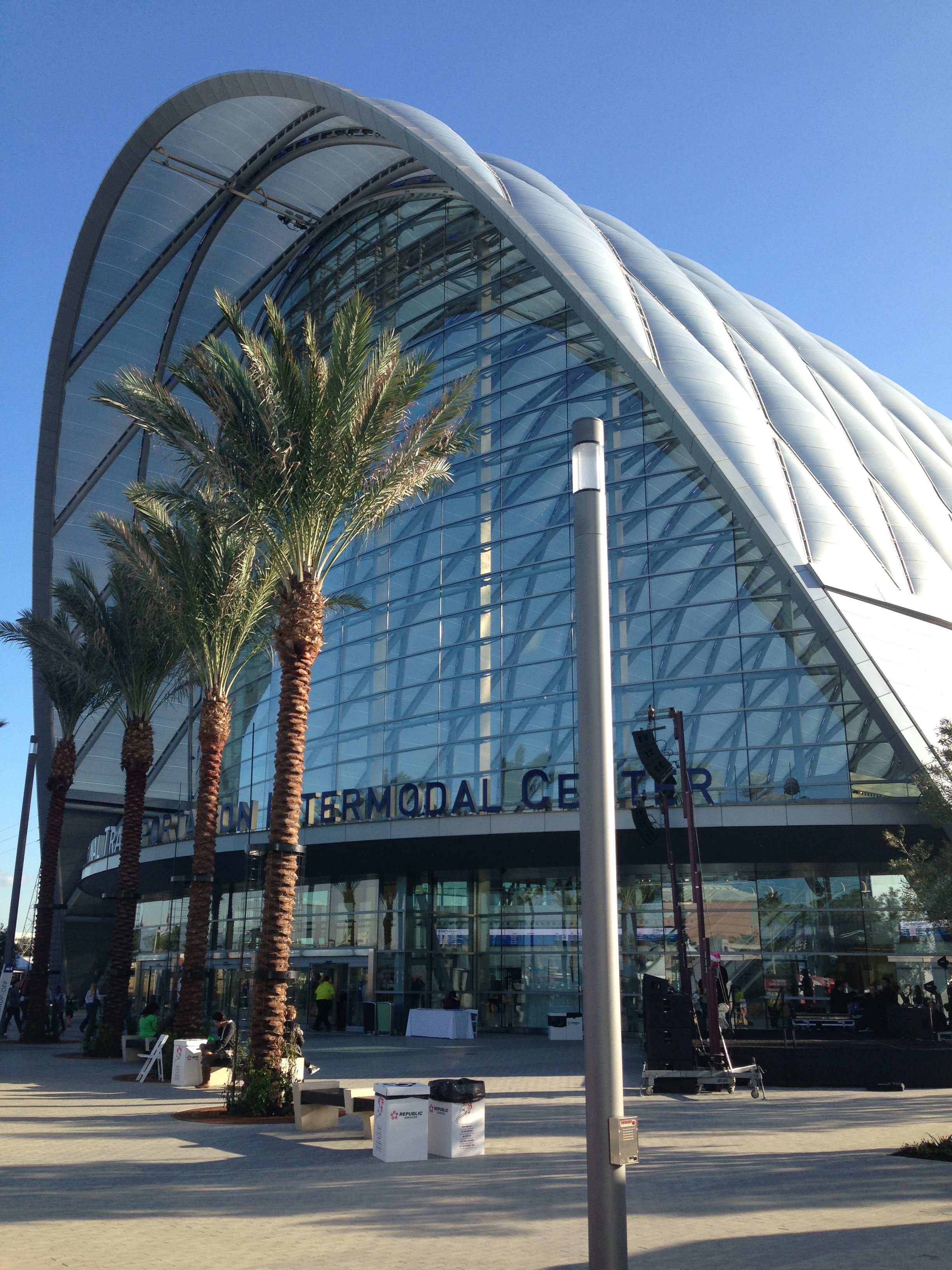
Entrée principale de la gare.
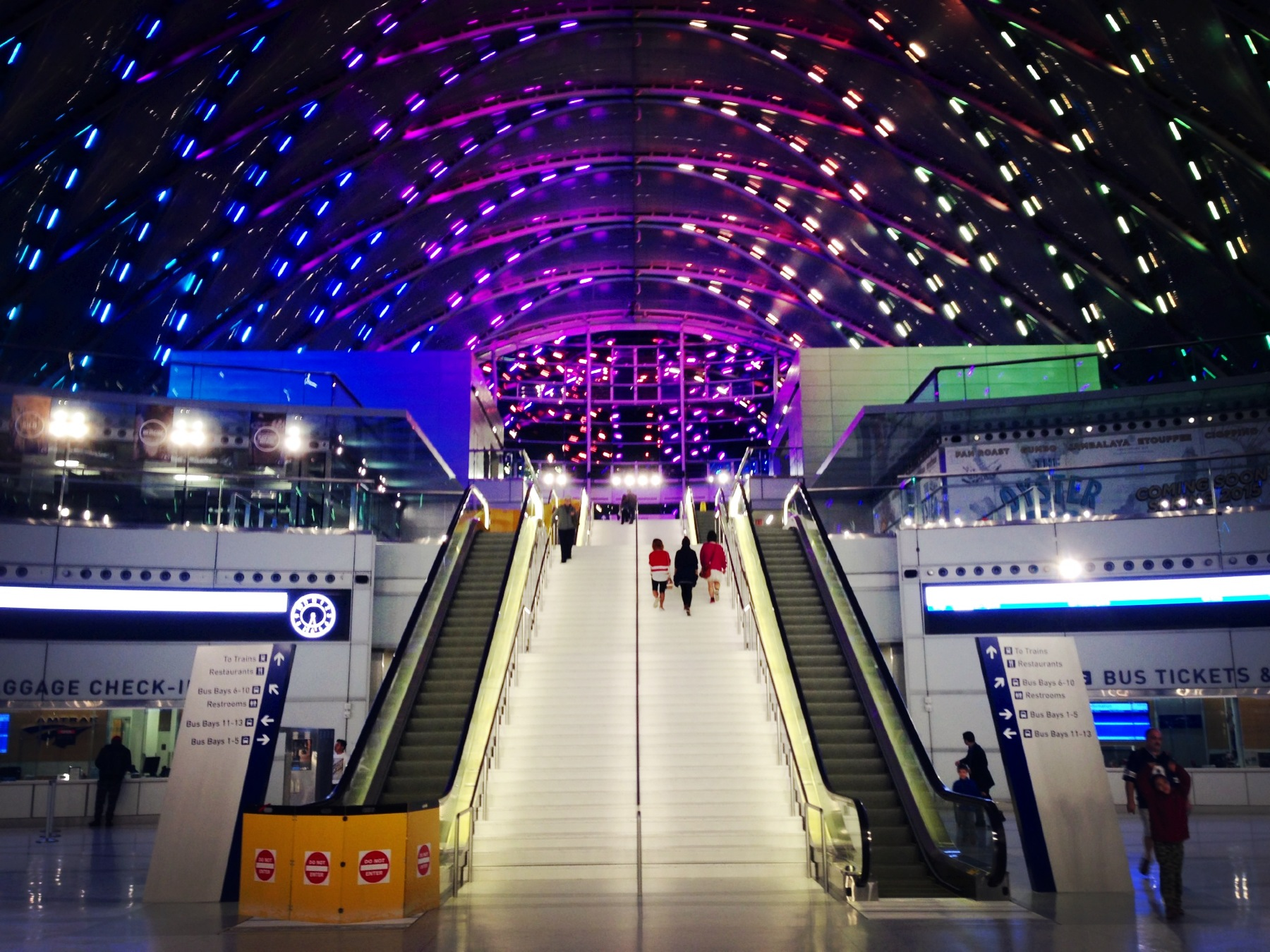
Intérieur de la gare.
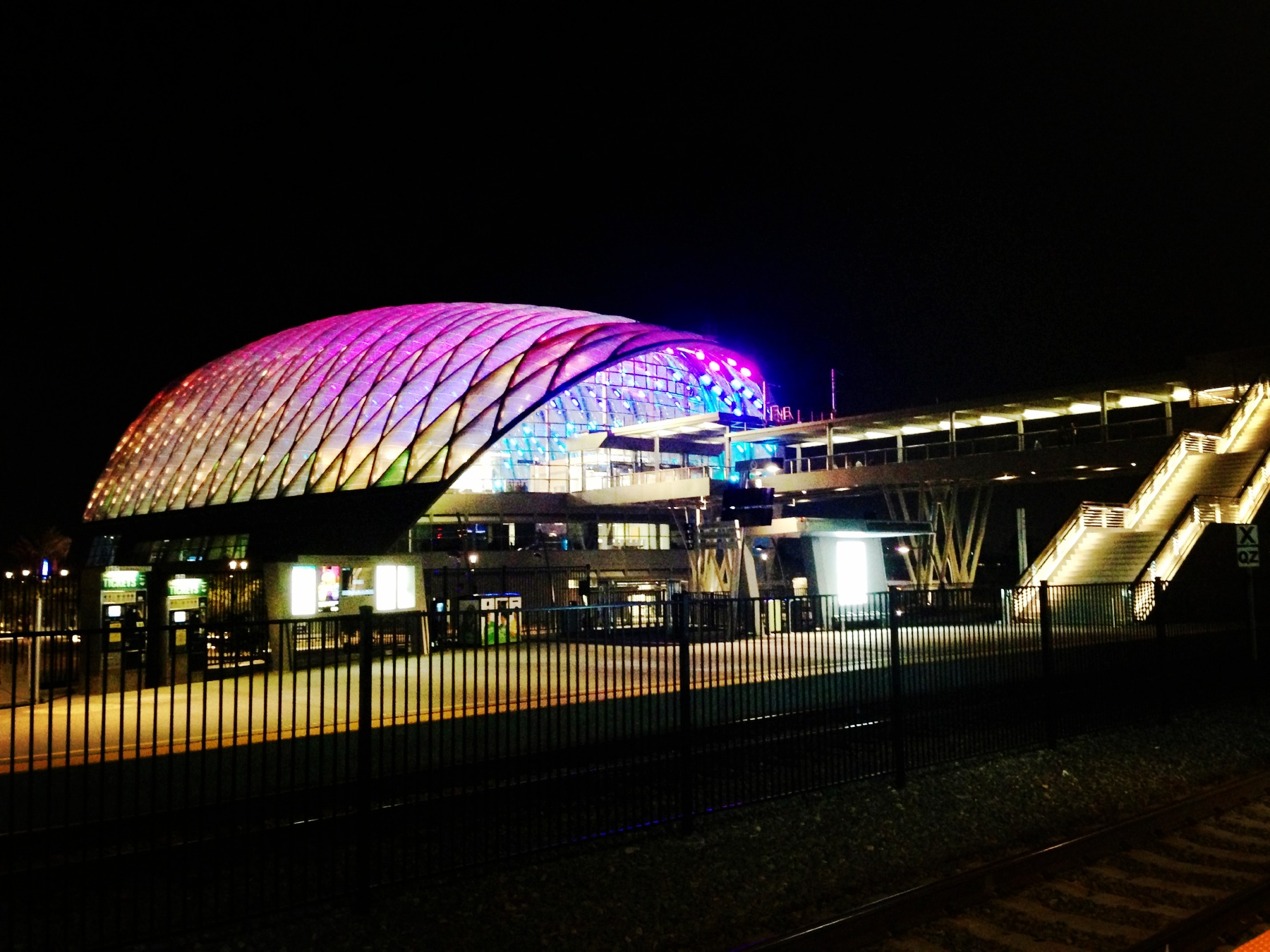
L'extérieur de la gare de nuit.
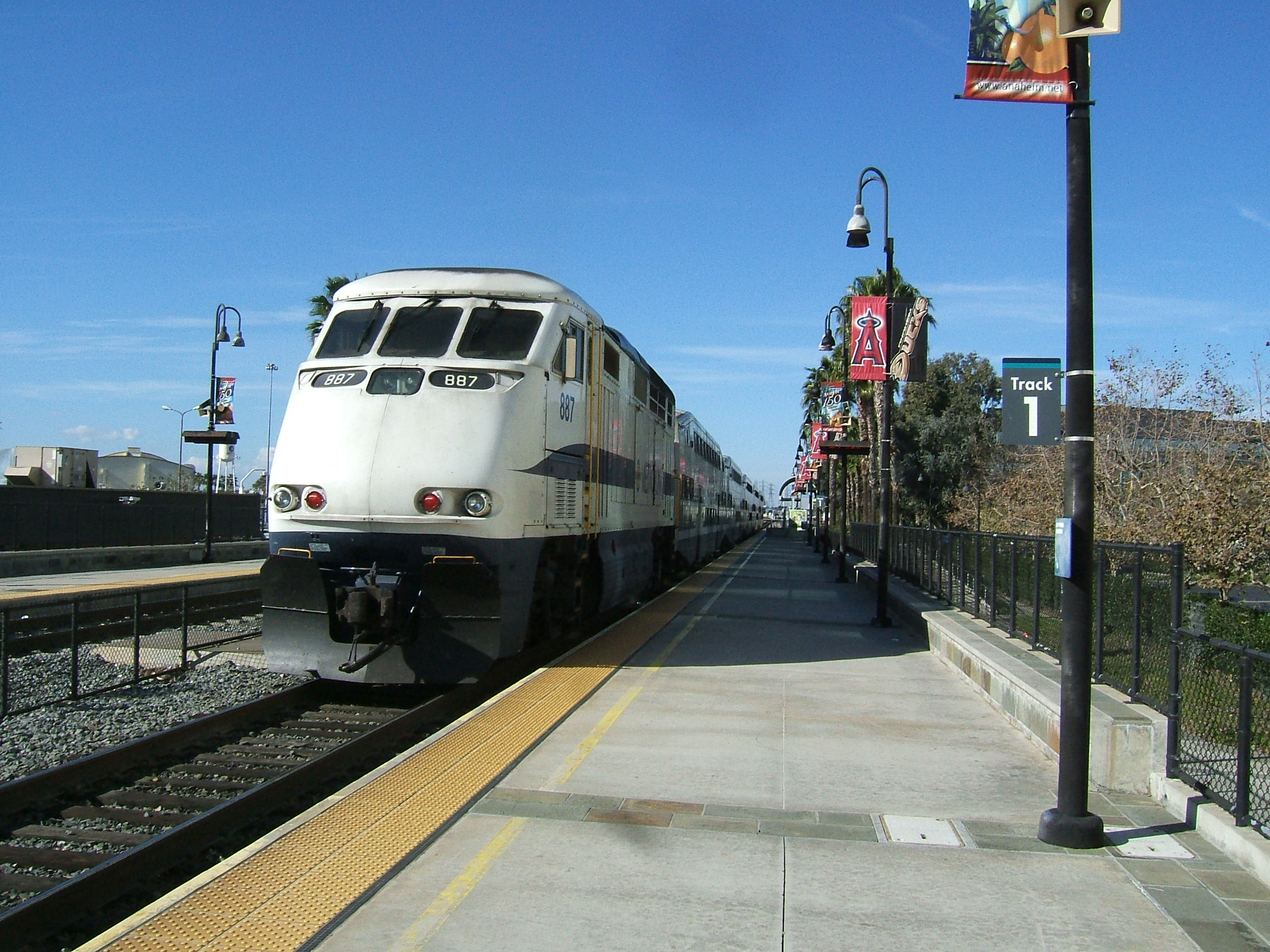
Un quai de la gare en 2007.
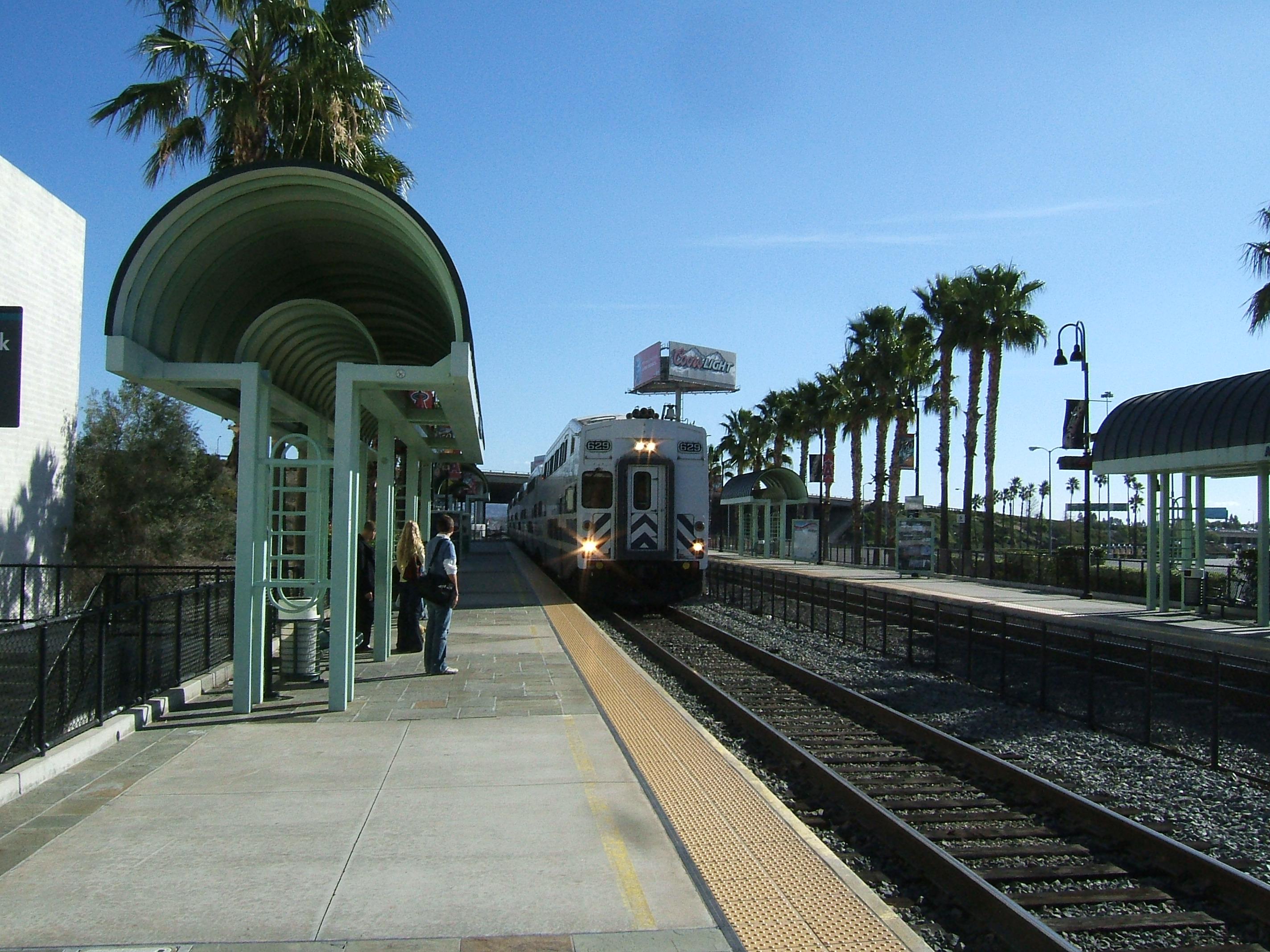
Un quai de la gare en 2007.